# (12230) 1986 QN
(12230) 1986 QN là một tiểu hành tinh vành đai chính. Nó được phát hiện bởi Henri Debehogne ở Đài thiên văn La Silla ở Chile ngày 25 tháng 8 năm 1986.